# Гусарский Его Величества лейб-гвардии полк
Ле́йб-гва́рдии Гуса́рский Его́ Вели́чества по́лк (до 1855 года — лейб-гвардии Гусарский полк) — лейб-гвардейский гусарский полк Русской императорской армии.

## Организационные этапы существования полка
В конце 1774 года императрица Екатерина II повелела князю Г. А. Потёмкину сформировать для службы при Её Величестве гусарский эскадрон в составе 130 человек и две казачьи конвойные команды; эскадрон поименован Лейб-Гусарским, а казачьи команды: одна — Донской, другая — Чугуевской, и повелено состоять им при высочайшем дворе. В апреле 1775 года эскадрон был составлен из Чёрного (64 человека), Жёлтого (25 человек), Сербского (20 человек), Молдавского (25 человек), Валашского (11 человек) и Венгерского (два человека) гусарских полков и пополнялся вольноопределяющимися из дворян, лучшими людьми армейских полков и иностранцами красивой наружности и высокого роста. Контингент должны были составить самые лучшие внешним видом и «живностию», а также честные и трезвые люди. В течение всего царствования Екатерины II эскадрон и конвойные команды несли охрану Её Величества.
18 ноября 1796 года из Лейб-Гусарского эскадрона, казачьих конвойных команд и находившихся в составе гатчинских войск гусарского полка и казачьего эскадрона сформирован сводный Лейб-Гусарский казачий полк с правами и преимуществами старой гвардии. В полку было 2 гусарских и 2 казачьих эскадрона. 15 апреля 1797 года был сформирован 3 гусарский эскадрон. 24 января 1798 года Лейб-Гусарский казачий полк был разделён на 2 полка: гусарские эскадроны составили лейб-гвардии Гусарский полк, а казачьи — лейб-гвардии Казачий полк. 9 сентября 1798 года лейб-гвардии Гусарский полк был переформирован в 2 батальона 5-эскадронного состава.
По вступлении на престол императора Александра I полк был переформирован 29 декабря 1802 года в 5 эскадронов и занял казармы в Красном Селе и Павловске. 6 января 1813 года полк был переформирован в 6 действующих и 1 запасный эскадроны. По возвращении в Россию из заграничного похода в 1814 году лейб-гусары расположились в Царском Селе, и запасный эскадрон был упразднён. 22 апреля 1818 года великий князь Александр Николаевич (впоследствии император Александр II) был назначен шефом лейб-гвардии Гусарского полка.
6 апреля 1836 года из бессрочно отпускных нижних чинов был сформирован 7-й запасный эскадрон, а 25 января 1842 года приказано иметь кадр для 8-го запасного эскадрона. В 1848 году 7-й запасный эскадрон был назван резервным и сформирован 8-й запасный эскадрон.
19 февраля 1855 года, по случаю восшествия на престол императора Александра II, бывшего с 1818 года шефом полка, полку повелено было именоваться лейб-гвардии Гусарским Его Величества полком. В 1856 году лейб-гвардии Гусарский Его Величества полк был приведён в состав 4 действующих и 1 резервного эскадронов. 27 июля 1875 года резервный эскадрон был переименован в запасный.
В царствование императора Александра III 6 августа 1883 года полк был переведён в 6-эскадронный состав, а запасный эскадрон переформирован в отделение кадра гвардейского кавалерийского запаса.
4 марта 1917 года полк был переименован в лейб-гвардии Гусарский полк, а 8 мая 1918 года расформирован.
Во время Гражданской войны полк был возрожден в Вооруженных силах Юга России. Первоначально эскадрон полка входил в Сводно-горскую дивизию. С 30 декабря 1919 года взвод и эскадрон полка входил в Сводную кавалерийскую бригаду, с начала января 1920 года — в Сводно-гвардейский кавалерийский полк 1-й кавалерийской дивизии, а по прибытии в Крым с 16 апреля 1920 года лейб-гусары составили взвод Гвардейского кавалерийского полка. В Белом движении полк потерял 10 офицеров (двое расстреляны, 7 убиты и один умер от болезней).
В эмиграции, во Франции, было создано полковое объединение, входившее в РОВС не напрямую, а только как член Гвардейского объединения. На 1949—1951 год объединение насчитывало 26 человек (в том числе 18 в Париже и двое — в США), на 1958 год — 21 человек (в том числе 13 в Париже), к 1962 году — менее 10 человек. Председателями объединения лейб-гвардии Гусарского полка состояли генерал-майор Д. Ф. Левшин и генерал-майор Г. И. Шевич.

## Участие в боевых действиях

### Наполеоновские войны
2 июня 1807 года полк отличился под Фридландом, где российская армия, тем не менее, потерпела одно из поражений.
26 августа 1812 года полк в составе 1-го кавалерийского корпуса генерала Ф. П. Уварова отличился в Бородинском сражении.

### Русско-турецкие войны
- 11—29 сентября 1828 года участвовал в осаде Варны;
- 12—16 октября 1877 года — сражение у деревни Телиш;
- 2—5 января 1878 года — бои под Филиппополем.

Первые успехи Русской Армии, переправа через Дунай, взятие городов Никополя и Тырнова, но на нашем правом фланге произошли поражения, когда Осман-Паша перешел из города Виддина в Плевну и обрушился на русские войска. До прибытия подкреплений Русская Армия перешла к обороне, а 22 июля 1877, была объявлена мобилизация части Гвардии и в том числе 2-й Гвардейской Кавалерийской дивизии, в которой состоял Лейб-Гвардии Гусарский Его Величества полк.
Войска были отправлены эшелонами по железной дороге до станции Жмеринка, где находился сборный пункт для прибывающего подкрепления. Прибыв 20 августа на границу Румынии, в местечко Скуляны, вся дивизия выстроилась для смотра, произведенного Начальником дивизии генерал-майором Гурко.
24 августа генерал Гурко во главе своей дивизии перешел через реку Прут на территорию, подвластную Турции, и следовал форсированными маршами до реки Дуная.
Минуя Рымник и Фокшаны, вспоминая славные походы времен Суворова и Дибича, пройдя через Бухарест, полк прибыл в Яимницу на берегу Дуная 11 сентября.
Перейдя через Дунай, Русская Армия направилась через Болгарию и 17 сентября Дивизия остановилась в Горном-Студне, где была
главная квартира Государя Императора, который и произвел смотр прибывшим войскам.
Действующая Русская Армия под Верховным командованием Великого Князя НИКОЛАЯ НИКОЛАЕВИЧА Старшего, разделилась на три отряда :
восточный был под командованием Наследника Цесаревича, южный — под начальством генерала Радецкого, западным командовал князь Карл Румынский, имея помощником генерал адъютанта Тотлебена.
Турецкая армия имела разделение на три группы : на юге на Балканах находился Сулейман-Паша, на своем восточном — Рущукском направлении находился Абдул-керим-Паша, а на западе — Осман-Паша.
Приходилось воевать осенью и зимой при затрудненном подвозе. Для прекращения снабжения турецкой армии, следовало перерезать Софийское шоссе и обложить город Плевну. В Плевне находился с войсками своими Осман-Паша.
Дивизия шла по указанному направлению побригадно, за Лейб-Гвардии Гусарским полком шла славная 5-я батарея, затем следовали лейб-драгуны. Дойдя до Долыен Липнице, все остановились там до 6 октября. В то время генерал Гурко назначен был начальником всей кавалерии, контролируя доступы к Плевне.
Продвигаясь к Плевне, движение замедлилось. Полк встретил 3-ю Гвардейскую Пехотную дивизию. Узкие тропы, овраги и леса задерживали продвижение. На подходах, ближе к Плевне, полк вновь поступили под начальство генерал-адъютанта Гурко. В этом районе, кроме осаждаемой Плевны, находились
укрепленные места: Горный Дубняк, Дольний Дубняк и Телиш, окруженные редутами и укреплениями. Таковые необходимо было взять
для дальнейшего продвижения.
В этом районе находились крупные турецкие силы, и Осман-Паша с 35 тысячами войск. Против них находились войска под начальством генерала Гурко — кавалерия, и под начальством генерала Скобелева — русская пехота. 10 октября была произведена большая рекогносцировка между Телишем и Дольным Дубняком. 12 октября был дан приказ войскам перейти на Плевно-Софийское шоссе, занять позиции и Горного Дубняка и сомкнуть блокаду неприятеля в Плевне. 2-й бригаде, 2-й Гвардейской Кавалерийской дивизии, Лейб Гвардии Егерскому полку, нашим батареям и сотне казаков — выступить и атаковать позицию у села Телиша.
В то время, Лейб-Гвардии Гусарским Его Величества полком командовал непосредственно флигель-адъютант барон Мейендорф. Начальник дивизии приказал нашей бригаде и 5-й Конной Гвардейской батарее следовать под общей командой флигель-адъютанта барона Мейендорфа до сборного пункта и, соединившись с егерями, поступить под общую команду их командира флигель-адъютанта полковника Челищева.
В полночь река Вид была перейдена вброд и в три часа утра полк подошли к Телишу. Согласно приказу генерала Гурко, лейб-егерям было приказано атаковать Телиш в лоб, лейб-гусарам с 4 конными орудиями — раскрыть силы неприятеля и действовать
на его правый фланг, прикрывая и поддерживая левый фланг Егерей, Лейб-драгунам с 2 орудиями занять высоту Ракитную и
охранять тыл и фланг всего отряда в случае обхода.
Гусары с 4 орудиями под командой Барона Мейендорфа пошли на полных рысях к Телишу. В трех верстах были огромные
кукурузные поля, турки стреляли усиленно, Егеря продвигались вперед, 5-я батарея открыла огонь.
Лейб-драгуны направились к Ракитной высоте. Егеря интенсивно продвигались вперед, лейб-гусары прорвали первую цепь и преследовали турок, но потом, под сильным оружейным огнем вернулись обратно. В восьмом часу егеря вышли в кукурзное поле, но несмотря на чудеса храбрости, потерпели большие потери.
5-я батарея и Лейб-гусары атаковали турок и обратили таковых в бегство, но в 2 часа дня, согласно приказу, произведен
был общий отход. Егеря со знаменами возвращались обратно, но 12 октября Телиш взять не удалось.
Горный Дубняк был взят 13 октября Павловцами, и турецкая линия Плевна-София была перерезана. Взято было много пленных, турецкие обозы стали отступать, а орудия 5-й батареи и лейб-гусары своими стремительными атаками прикрывали отступление егерей.
Драгуны же сбивали и принуждали к отступлению турок при Ракитской высоте. Знамёна Егерей были встречены трубачами лейб-дра-
гун и лейб-гусар, а командир бригады Барон Мейендорф скомандовал «Смирно, сабли вон, гг. Офицеры».
С 13 по 15 октября турки усиленно укрепляли Телиш. Лейб-егеря залечивали раны, но уже 16 октября начался второй бой за Телиш. Фронтом к Телишу слева стали Лейб Уланы, а справа Конно-Гренадеры. Уланы карьером атаковали, но, осыпаемые пулями, спокойно и стройно отступили. Русская артиллерия все время стреляла по противнику, башибузуки Шейкета шли на выручку Телиша, но после произведенной атаки стали быстро отступать. Вскоре над Телишем поднялся белый флаг На убегающих тогда пустились лейб-гусары и все части, окончив удачно 16-го эту операцию, соединились на бивуак в деревне Свинар. За эти дни боя, Осман Паша потерял более 5000 человек, и подвоз его армии был перерезан и прекращен.
После падения указанного укрепленного участка, командование решило осаждать Плевну, а другие части направить через
Балканы .
24 октября Государь объехал Гвардейские полки под Пленной и благодарил за славное дело под Телишем. Лейб Гвардии
Гусарский Его Величества полк, получил Знаки на головные уборы с надписью: «За Телиш — 12-го октября 1877 года».
26 октября получено было известие, что часть войска, а в том числе и 2-я Гвардейская Кавалерийская дивизия, идут на Балканы. Конно-гренадеры заняли город Врац, 3 ноября лейб-гусары и 5-я батарея праздновали праздник в деревне Яблоница, откуда было послано поздравление и лейб-егерям.
Полк начал вступать в предгорья высот и твердынь, покрытых снегом и льдом. Из Яблониц лейб-уланы и лейб-гусары с 5-й Гвардейской Конной батареей, в составе главных сил под командой Графа Шувалова совершили 1-й переход к городу Этрополгс. 19 ноября стояли в Орхание, где начинались крутые подъёмы, 29 ноября все мы узнали о падении Плевны, и для всех начался Забалканский Поход.
Подъём от города Врачеш был весьма тяжелым, был сильный мороз, начались метели и вьюги, кругом горы и леса. По узким
занесенным тропам лошади скользили, многие падали в ущелья, людям часто приходилось греться у костров.
Пройдя Араб-Конакскую позицию турок, город Умургач, после которого начался крутой спуск иногда ещё более трудный чей прошедшие подъёмы. Придя в Желяву, дивизия оказалась в богатой Софийской долине и атаковала укрепленную деревню Ташкисен. 20 декабря Кавалерия была послана из Комарцово на Петричево, а турки отступили на деревню Смольское. Рождество было встречено в деревне Раковица.
Начался переход через малые Балканы : тремя колоннами из Софии на Филиппопольское шоссе, на Бутово и Мечку, в долину реки Марицы. Впереди каждой колонны находилась I бригада Гвардейской Кавалерии, 2-я находилась в средней колонне вместе с артиллерией. Лейб-Гвардии Гусарский Его Величества полк проходил через Приобрен.
1 января 1878 года — долина реки Марицы. Деревня Курукней была Гусарами очищена от турок и вскоре мы увидели
в трех верстах город Филиппополь. 2-й эскадрон полна захватил обоз неприятеля в деревне Строево, а потом, выйдя на Карловское
шоссе, 3 января двинулись на Филиппополь и ночью же заняли часть города.
9 января кавалерия стала обгонять пехоту Генерала Скобелева и 11-го подошла к Адрианополю. Генерал Дохтуров, начальник кавалерийского авангарда, встретил нашу дивизию при въезде в этот город. 14 января лейб-гусары остановились в городе Родосто, на Мраморном море.
22 января было получено известие о перемирии, но большей части войск пришлось оставаться почти семь месяцев на берегу Мраморного моря, и только больных разрешено было отправлять, обратно в Россию. Происходили обучения, смотры, и только 2 августа части стали грузиться на пароходы для отъезда на Родину.

### Польская кампания
- 5 мая 1831 года — бой у деревни Соколово;
- 25—26 августа 1831 года — штурм Варшавы.

### Японская война 1905 года
1905 год. В ходе войны на Дальнем Востоке, туда отправлялись отдельные корпуса и дивизии для пополнения Маньчжурских армий. Гвардия, как и большинство армейских корпусов в Европейской России, оставались на мирном положении.
Многие офицеры Лейб-Гвардии Гусарского Его Величества полка перевелись в Действующую армию по собственному желанию:
1. Полковник Плаутин — командиром Терского Кубанского конного полка.
2. Штабс-ротмистр Наркозов — во 2-й Верхнеудинский полк.
3. Поручик Граф Зелепольский — в Сибирское казачье войско.
4. Поручик Фридерице — в 1-й Нерчинскин казачий полк.
5. Корнет Нарышкин — в Нерчинскин казачий полк.
6. Корнет Граф Стенбок-Фермор — в Приморский драгунский полк.
7. Корнет Гревс — в Терско-Кубанский конный полк.
8. Корнет Рооп — в 1-й Нерчинский казачий полк.
9. Корнет Граф Толстой — в Терско-Кубанский Конный полк.
10. Корнет Князь Масальский — в Терско-Кубанский конный полк.
11. Корнет Раевский — в Черниговский драгунский полк.
12. Корнет Греве — в Терско-Кубанский конный полк.
13. Корнет Граф Бенигсен — во флот.
14. Корнет Смецкой — отправился с пулеметной командой.
15. Корнет Скалой — из запаса в Восточно-Сибирский стрелковый полк

(Получивший орден Св. Георгия 4-й ст. за то, что, когда все офицеры были перебиты, продолжал руководить успешно стрельбой батареи.)

### Первая мировая война
Полк в составе 2-й гвардейской кавалерийской дивизии отправлен на Северо-Западный фронт. Участвовал в Восточно-Прусской, Лодзинской и Сейнской операциях. Действовал в Люблин-Холмском сражении в июле 1915 г.. Оперировал на р. Буг, в частности, прикрывая отход 13-й армии.

## Внешний вид
Нижние чины полка комплектовались из хорошо сложенных шатенов (эскадрон Его Величества из русобородых). Масти лошадей различались по эскадронам: 1-й, 2-й и 3-й эскадроны — серая масть с переходом от темно-серых к более светлым, 2-й эскадрон — гнедые с отметинами, 4-й эскадрон — белая, 5-й и 6-й эскадроны — серая с переходом от светло-серых к более темным. 

## Изменения в форме и вооружении
- Обер-офицер в парадной и рядовой в повседневной форме(1775-1795)
- Рядовой и Трубач в парадной форме(1775-1795)
- Обер-офицер, рядовой и трубач в парадной форме(1796-1799)
- Обер-офицер и рядовой-обер-офицер в венгерке(1796-1799)
- Обер-офицер и рядовой в парадной форме(1799)
- Обер-офицер и рядовой в парадной форме(1799-1801)
- Обер-офицер в парадной форме и рядовой-обер-офицер в повседневной форме(1801-1803)
- Обер-офицер, унтер-офицер и рядовой в парадной форме(1803-1809)
- Штаб и обер-офицер в виц-мундирах(1801-1807-1809), обер-офицер в сюртуке(1809-1812)
- Обер-офицеры и рядовой в парадной форме(1809-1812)
- Обер-офицер, рядовой в парадной форме (1812-1819), обер-офицер в виц-мундире (1814-1819)
- Трубач и рядовой в парадной и походной форме (1817-1819), обер-офицер в сюртуке (1814-1818)
- Обер-офицер и рядовой в парадной форме (1816-1819)
- Обер-офицер, рядовой (1819-1820).Обер-офицер (1823-1825)
- Штаб-офицер, рядовой в парадной форме. Рядовой в шинели (1827-1835)
- Обер-офицер, рядовой в парадной форме(1835-1838), обер-офицер в виц-мундире (1826-1833)
- Обер-офицер, рядовой в парадной форме (1838-1843), обер-офицер в дежурной форме (1843-1845)
- В парадной форме, в венгерке, и в повседневной форме (1845-1855)
- Генерал в сюртуке(1844-54),обер-офицер в повседневной форме(1852-55), рядовой в походной форме(1845-55)
- Обер-офицер, трубач и рядовой в парадной форме (1855-1857)
- Обер-офицеры и рядовой в парадной форме(1855-1857)
- Штаб-офицеры в повседневной форме, в венгерке и обер-офицер в дежурной форме (1855-1857)
- Штаб и обер-офицеры в парадной форме, рядовой в походной форме (1855-1857)
- Обер-офицер и рядовой в походной форме, рядовой в повседневной форме (1855-1857)

### Вальтрап
В гусарских полках цвет вальтрапа был связан с цветом обмундирования.
- Офицерский вальтрап Лейб-гвардии Гусарского полка, 1826 — 1855 годы.

## Форма 1914 года
Общегусарская. Доломан,тулья,шлык,околыш,погоны,варварки,клапан - пальто,шинели,подбой - алый, ментик - белый, металлический прибор - золотой.

### Флюгер
Цвета: Верх - алый, полоса - жёлтый, низ - жёлтый.

## Знаки отличия
1. Георгиевский штандарт с надписью «За отличие при поражении и изгнании неприятеля из пределов России 1812 г.»;
2. 23 георгиевские трубы с надписью «За Варшаву 25 и 26 августа 1831 года»;
3. Знаки на головные уборы с надписью «За Телиш 12 октября 1877 года»;
4. Знаки на головных уборах, с надписью «За Ташкисен 19 декабря 1877 г.»

## Шефыполка
- 07.11.1796 — 13.09.1802 — подполковник (с 08.11.1796 полковник, с 12.11.1796 бригадир, с 28.12.1798 генерал-майор, с 06.04.1798 генерал-лейтенант) Кологривов, Андрей Семёнович
- 13.09.1802 — 24.04.1807 — генерал от кавалерии герцог Людвиг Вюртембергский
- 24.04.1807 — 24.10.1807 — генерал-лейтенант Кологривов, Андрей Семенович
- 29.10.1807-22.04.1818 гг. — генерал-майор (с 12.12.1807 г. — генерал-лейтенант, с 22.10.1812 г. — генерал от кавалерии) граф Витгенштейн, Пётр Христианович
- 22.04.1818-1.03.1881 гг. — великий князь цесаревич Александр Николаевич (с 19.02.1855 г. — император Александр II)
- 2.03.1881-21.10.1894 гг. — император Александр III (с 28.10.1866 — 2-й шеф)
- 2.11.1894-4.03.1917 гг. — император Николай II

## Командиры
(Командующий в дореволюционной терминологии означал временно исполняющего обязанности начальника или командира).
- 09.09.1798 — 12.01.1800 — генерал-майор князь Салагов, Семён Иванович
- 12.01.1800 — 27.10.1800 — генерал-майор Томич, Антон Родионович
- 08.11.1800 — 29.11.1801 — генерал-майор Болотников, Андрей Илларионович
- 13.09.1802 — 24.04.1807 — генерал-лейтенант Кологривов, Андрей Семёнович
- 28.11.1808 — 04.04.1813 — генерал-майор Шевич, Иван Егорович
  - хх.хх.1811 — 07.09.1813 — командующий полковник Давыдов, Евграф Владимирович
  - 14.04.1813 — 04.10.1813 — командующий полковник Коровкин, Арсений Ермолаевич
  - 04.10.1813 — 01.09.1814 — командующий полковник Мандрыка, Николай Яковлевич
    - 16.02.1814 — 25.04.1814 — (временно) полковник Андреевский, Николай Степанович
- 01.09.1814 — 23.05.1822 — генерал-майор (с 18.02.1817 генерал-адъютант) Левашов, Василий Васильевич
- 23.05.1822 — 17.05.1824 — генерал-майор князь Хилков, Степан Александрович
- 24.05.1824 — 01.07.1826 — генерал-адъютант генерал-майор (с 01.01.1826 генерал-лейтенант) Левашов, Василий Васильевич
- 01.07.1826 — 23.09.1833[8] — флигель-адъютант полковник (с 06.12.1826 генерал-майор) барон Арпсгофен, Егор Карлович
  - 20.01.1832 — 23.09.1833 — командующий флигель-адъютант полковник Мусин-Пушкин, Александр Матвеевич
- 23.09.1833 — 04.05.1839[9] — генерал-майор Хомутов, Михаил Григорьевич
  - 23.09.1833 — 30.08.1834 — командующий флигель-адъютант полковник Мусин-Пушкин, Александр Матвеевич
  - 30.08.1834 — 1834/1836 — командующий флигель-адъютант полковник князь Белосельский-Белозерский, Эспер Александрович
  - 1834/1836 — 04.05.1839 — командующий полковник Соломирский, Павел Дмитриевич
- 04.05.1839 — 25.07.1839 — командующий генерал-майор Нарверт, Викентий Иванович
- 25.07.1839 — 11.04.1843 — генерал-майор (с 11.04.1843 генерал-лейтенант) Плаутин, Николай Фёдорович
- 11.04.1843 — 05.07.1848 — генерал-майор барон Энгельгардт, Антон Евстафьевич
  - 11.05.1844 — 09.11.1844 — (временно) генерал-майор принц Александр Гессен-Дармштадтский
- 05.07.1848 — 01.01.1856[10] — генерал-майор барон Будберг, Александр Богданович
- 01.01.1856 — 26.11.1858 — генерал-майор (с 06.11.1857 генерал-майор Свиты Е. И. В.) барон Винценгероде, Фердинанд Фердинандович
- 26.11.1858 — 04.05.1863 — генерал-майор Свиты князь Яшвиль, Владимир Владимирович
- 04.05.1863 — 04.01.1865 — генерал-майор Свиты Альбединский, Пётр Павлович
- 06.01.1865 — 15.10.1867 — генерал-майор Татищев, Дмитрий Александрович
- 15.10.1867 — 14.09.1874[11] — генерал-майор Свиты граф Воронцов-Дашков, Илларион Иванович
- 06.11.1874 — 06.05.1884 — полковник (с 19.02.1875 флигель-адъютант, с 12.10.1877 генерал-майор Свиты) барон Мейендорф, Феофил Егорович
- 06.05.1884 — 10.11.1890 — флигель-адъютант полковник (с 30.08.1885 генерал-майор) великий князь Николай Николаевич Младший
- 10.11.1890 — 11.08.1896 — генерал-майор князь Васильчиков, Сергей Илларионович
- 11.08.1896 — 01.06.1902 — генерал-майор (с 01.06.1902 в Свите) князь Гагарин, Александр Петрович
- 08.06.1902 — 06.09.1905 — генерал-майор Свиты князь Енгалычев, Павел Николаевич
- 24.09.1905 — 11.08.1907 — флигель-адъютант полковник (с 06.11.1905 генерал-майор Свиты) Петрово-Соловово, Борис Михайлович
- 11.08.1907 — 24.12.1913 — флигель-адъютант полковник (с 06.12.1909 генерал-майор Свиты) Воейков, Владимир Николаевич
- 24.12.1913 — 11.07.1915 — генерал-майор (с 22.03.1915 в Свите) Шевич, Георгий Иванович
- 05.08.1915 — 08.05.1917 — генерал-майор (с 06.11.1915 в Свите) Левшин, Дмитрий Фёдорович
- 08.05.1917 — хх.10.1917 — генерал-майор князь Кантакузин, Владимир Георгиевич
- хх.11.1917 — хх.хх.хххх — полковник барон Неттельгорст, Виталий Павлович

## Георгиевские кавалеры
- Романов Гавриил Константинович, поручик, флигель-адъютант, лейб-гвардии Гусарский полк – Георгиевское оружие (ВП от 22.10.1914); вместе с 4-м эскадроном полка вышел из окружения в Восточной Пруссии в конце августа 1914 г.
- Звегинцов Николай Иванович, полковник, лейб-гвардии Гусарский полк – Георгиевское оружие (ВП от 10.11.1914)
- Романов Олег Константинович, Е. В. князь, корнет, лейб-гвардии Гусарский полк – орден Св. Георгия 4-й ст. (ВП от 1914)
- Романов Игорь Константинович, Е. В. князь, корнет, лейб-гвардии Гусарский полк – Георгиевское оружие (ВП от 1914); вместе с 4-м эскадроном полка вышел из окружения в Восточной Пруссии в конце августа 1914 г.[12]
- Смецкий Борис Александрович, полковник, лейб-гвардии Гусарский полк – Георгиевское оружие (ВП от 05.05.1915)
- Голицын Борис Дмитриевич, корнет, лейб-гвардии Гусарский полк – Георгиевское оружие (ВП от 10.06.1915)
- Романовский-Лейхтенбергский Александр Георгиевич, ротмистр, лейб-гвардии Гусарский полк – Георгиевское оружие (ВП от 15.11.1915)
- Безобразов Владимир Владимирович, корнет, лейб-гвардии Гусарский полк – Георгиевское оружие (ВП от 1915)
- Толстой Александр Михайлович, полковник, лейб-гвардии Гусарский полк – Георгиевское оружие (ВП от 24.01.1917)
- Орлов Алексей Александрович, штабс-ротмистр, лейб-гвардии Гусарский полк – Георгиевское оружие (ВП от 24.01.1917)

## Отличившиеся воины полка
- Панкратов, Иосиф Николаевич — полный Георгиевский кавалер, старший унтер-офицер.

## Известные лейб-гусары
Самым известным офицером Лейб-Гусарского полка был Михаил Юрьевич Лермонтов.
См. Категория:Лейб-гусары

## Полковой храм
Софийский собор в Царском Селе

## Породы лошадей в полку
До 1823 года Полк был на лошадях разных мастей, но с 26 октября 1815 года, велено было распределить лошадей в эскадронах по шерсти:
в Лейб эскадроне — серые, в эскадроне полковника Коровкина (2) — вороные, в эскадроне полковника Альбрехта (3) — рыжие, в эскадроне полковника Андреевского (4-) — серые, в эскадроне полковника Князя Абамелика (5) — гнедые, в эскадроне генерал-майора Левашова (6) — гнедые. Трубачи — буланые и соловые.
В 1823 году повелено в Гвардейской Кавалерии, полкам иметь лошадей по шерстям. Лейб Гвардии Гусарскому — иметь лошадей гнедых.
В 1827 году, Лейб-Гвардии Гусарскому полку, иметь лошадей — серых.

## Традиции
Полковой праздник: 6 ноября — день святого Павла Исповедника.
С царствования Александра I, лейб-гвардии Гусарский полк традиционно участвовал в следующих парадах:
— ежегодно в день Богоявления 6 января
— в день Святой Пасхи
— ежегодно в начале лета и осени, на общих парадах и высочайших смотрах для всех полков гвардии

## Памятный знак
В июне 2003 года на территории Софийского собора в Царском Селе был установлен памятный знак полку.
Руководитель проекта скульптор В. Н. Филиппов, главный архитектор В. В. Смолин, архитектор В. Н. Головкин. Военную составляющую творческой группы представлял начальник кафедры Санкт-Петербургского военного инженерно-технического университета, кандидат архитектуры полковник Е. Е. Лаврушин и профессор кафедры архитектуры, доктор архитектуры В. И. Мухин.
Памятник установлен в соответствии с программой Министерства обороны РФ «Санкт-Петербург — военно-научный и военно-промышленный центр страны» при поддержке администрации города Санкт-Петербурга.